# Banca Chrissoveloni din București
Banca Chrissoveloni din București este un monument istoric aflat pe teritoriul municipiului București.
Clădirea fostei bănci Chrissoveloni, situată pe str. Lipscani nr. 16, aflată actualmente în patrimoniul BNR a fost construită în perioada 1923-1929 după proiectul arhitectului George Matei Cantacuzino. Un al doilea corp de clădire a fost ridicat pe strada Stavropoleos nr. 7 după planurile arhitectului August Schmiedigen. Astfel, clădirea a fost concepută cu 2 intrări, cea din str. Lipscani fiind destinată clienților băncii, iar cea de pe str. Stravopoleos, era destinată angajaților. Între cele 2 fațade, există o diferență de nivel cea din str. Stravopoleos fiind mai înaltă.
În 1929, imediat după finalizarea construcției, la Paris a fost publicat un album cu 64 de planșe, intitulat „Palais de la Banque Chrissoveloni, Bucarest, G.M. Cantacuzene”, în care arhitectul George Matei Cantacuzino afirmă că a conceput un palat a cărui funcție, în viziunea sa, era una strict utilitară.
Astfel, la subsolul amenajat pe 2 niveluri se aflau seifurile băncii, la parter ghișeele de relații cu publicul și birourile funcționarilor, la etajul 1 birourile directorilor de rang mai mic, la etajul 2 era biroul lui Chrissoveloni și alte săli de întâlniri. La ultimele etaje ale edificiului au fost construite o cantină, dotată cu bucătărie, cămară proprie și sală de mese, o sală de sport cu vestiare si o frizerie.
Palatul Chrissoveloni a fost cumpărat de Banca Națională a României în momentul când Banca Chrissoveloni era în prag de faliment și activitățile i-au fost mutate, până în 1948, în Palatul Suțu, azi Muzeul Municipiului București. După 1990, palatul a devenit sucursala București a BNR și a fost restaurat sub coordonarea arhitecților Gabriel Tureanu, Constantin Rulea, Aurel Ioncică și Eliodor Popa.
În 2016, la Editura Meronia, a apărut albumul „Restaurarea Palatului Chrissoveloni, Sucursala Municipiului București a Băncii Naționale a României", sub coordonarea arhitectului Gabriel Tureanu și cu un cuvânt-înainte de Mugur Isărescu, guvernatorul Băncii Naționale a României. Albumul cuprinde 112 pagini, cu numeroase fotografii actuale și de arhivă.